# Série Mundial de Sevens Masculino 2011-12
A Série Mundial de Sevens 2011/2012 (IRB Sevens World Series 2011-12), foi o circuito mundial de Rugby Sevens masculino da temporada 2011-12.

Pela primeira vez na história, o Brasil disputo uma etapa, em Las Vegas.

## Etapas
| Datas                             | Estado                 | Cidade          | Campeão       | Vice-Campeão  | Terceiro      |
| --------------------------------- | ---------------------- | --------------- | ------------- | ------------- | ------------- |
| 25 e 26 de novembro de 2011       | Austrália              | Gold Coast      | Fiji          | Nova Zelândia | África do Sul |
| 2 e 3 de dezembro de 2011         | Emirados Árabes Unidos | Dubai           | Inglaterra    | França        | Fiji          |
| 9 e 10 de dezembro de 2011        | África do Sul          | Porto Elizabeth | Nova Zelândia | África do Sul | Samoa         |
| 3 e 4 de fevereiro de 2012        | Nova Zelândia          | Wellington      | Nova Zelândia | Fiji          | Inglaterra    |
| 10, 11 e 12 de fevereiro de 2012  | Estados Unidos         | Las Vegas       | Samoa         | Nova Zelândia | Fiji          |
| 23, 24 e 25 de março de 2012      | Hong Kong              | Hong Kong       | Fiji          | Nova Zelândia | África do Sul |
| 31 de março e 1º de abril de 2012 | Japão                  | Tóquio          | Austrália     | Samoa         | Nova Zelândia |
| 5 e 6 de maio de 2012             | Escócia                | Edimburgo       | Nova Zelândia | Inglaterra    | Fiji          |
| 12 e 13 de maio de 2012           | Inglaterra             | Londres         | Fiji          | Samoa         | Nova Zelândia |

## Classificação
| POS | Team                   | Austrália | =Emirados Árabes Unidos | África do Sul | Nova Zelândia | Estados Unidos | Hong Kong | Japão | Escócia | Inglaterra | Total |
| --- | ---------------------- | --------- | ----------------------- | ------------- | ------------- | -------------- | --------- | ----- | ------- | ---------- | ----- |
| 1   | Nova Zelândia          | 19        | 10                      | 22            | 22            | 19             | 19        | 17    | 22      | 17         | 167   |
| 2   | Fiji                   | 22        | 17                      | 12            | 19            | 17             | 22        | 13    | 17      | 22         | 161   |
| 3   | Inglaterra             | 10        | 22                      | 15            | 17            | 10             | 15        | 15    | 19      | 12         | 135   |
| 4   | Samoa                  | 12        | 3                       | 17            | 15            | 22             | 13        | 19    | 13      | 19         | 133   |
| 5   | África do Sul          | 17        | 12                      | 19            | 13            | 15             | 17        | 12    | 10      | 10         | 125   |
| 6   | Austrália              | 15        | 13                      | 10            | 7             | 7              | 10        | 22    | 15      | 13         | 112   |
| 7   | Argentina              | 8         | 15                      | 5             | 5             | 12             | 12        | 10    | 10      | 15         | 92    |
| 8   | País de Gales          | 13        | 10                      | 13            | 5             | 10             | 10        | 10    | 12      | 8          | 91    |
| 9   | França                 | 10        | 19                      | 10            | 10            | 3              | 5         | 8     | 5       | 3          | 73    |
| 10  | Escócia                | 7         | 8                       | 8             | 3             | 2              | 5         | 3     | 5       | 7          | 48    |
| 11  | Estados Unidos         | 5         | 7                       | 5             | 1             | 5              | 7         | 7     | 2       | 2          | 41    |
| 12  | Quênia                 | 1         | 2                       | 2             | 8             | 13             | 8         | 2     | 3       | 1          | 40    |
| 13  | Canadá                 | 0         | 5                       | 7             | 10            | 8              | 3         | 0     | 0       | 0          | 33    |
| 14  | Espanha                | 0         | 0                       | 0             | 0             | 0              | 2         | 0     | 7       | 10         | 19    |
| 15  | Portugal               | 0         | 5                       | 1             | 0             | 0              | 1         | 5     | 1       | 5          | 18    |
| 16  | Tonga                  | 5         | 0                       | 0             | 12            | 0              | 0         | 0     | 0       | 0          | 17    |
| 17  | Japão                  | 2         | 0                       | 0             | 1             | 5              | 1         | 1     | 0       | 0          | 10    |
| 17  | Rússia                 | 0         | 0                       | 0             | 0             | 0              | 0         | 1     | 8       | 1          | 10    |
| 17  | Zimbabwe               | 0         | 1                       | 3             | 0             | 0              | 0         | 0     | 1       | 5          | 10    |
| 20  | Hong Kong              | 0         | 0                       | 0             | 0             | 0              | 0         | 5     | 0       | 0          | 5     |
| 21  | Papua-Nova Guiné       | 3         | 0                       | 0             | 0             | 0              | 0         | 0     | 0       | 0          | 3     |
| 22  | Ilhas Cook             | 0         | 0                       | 0             | 2             | 0              | 0         | 0     | 0       | 0          | 2     |
| 23  | Brasil                 | 0         | 0                       | 0             | 0             | 1              | 0         | 0     | 0       | 0          | 1     |
| 23  | Marrocos               | 0         | 0                       | 1             | 0             | 0              | 0         | 0     | 0       | 0          | 1     |
| 23  | Niue                   | 1         | 0                       | 0             | 0             | 0              | 0         | 0     | 0       | 0          | 1     |
| 23  | Emirados Árabes Unidos | 0         | 1                       | 0             | 0             | 0              | 0         | 0     | 0       | 0          | 1     |
| 23  | Uruguai                | 0         | 0                       | 0             | 0             | 1              | 0         | 0     | 0       | 0          | 1     |

## Campeã
| Série Mundial de Sevens 2011-12 |
| ------------------------------- |
| Nova Zelândia (10º título)      |